# Nichtnullstellenmenge

Die Nullstellen sind auf der waagerechten Achse als Punkt markiert.

Die Nichtnullstellenmenge ist ein Begriff aus der Mathematik, mit dem das Komplement der Menge der Nullstellen bezeichnet wird.
Nullstellen sind jene variablen Werte einer (mathematischen) Funktion, die, eingesetzt in diese Funktion, den Funktionswert null liefern. Die Menge der Nullstellen bezeichnet also die Menge der Variablen, die den Funktionswert null ergeben.
Als Nichtnullstellenmenge wird also die Menge aller Variablen einer Funktion bezeichnet, die nicht den Funktionswert null ergeben. Die Nichtnullstellenmenge findet zahlreiche Anwendungen in Mathematik und Technik.